# E3 (Gebäude)

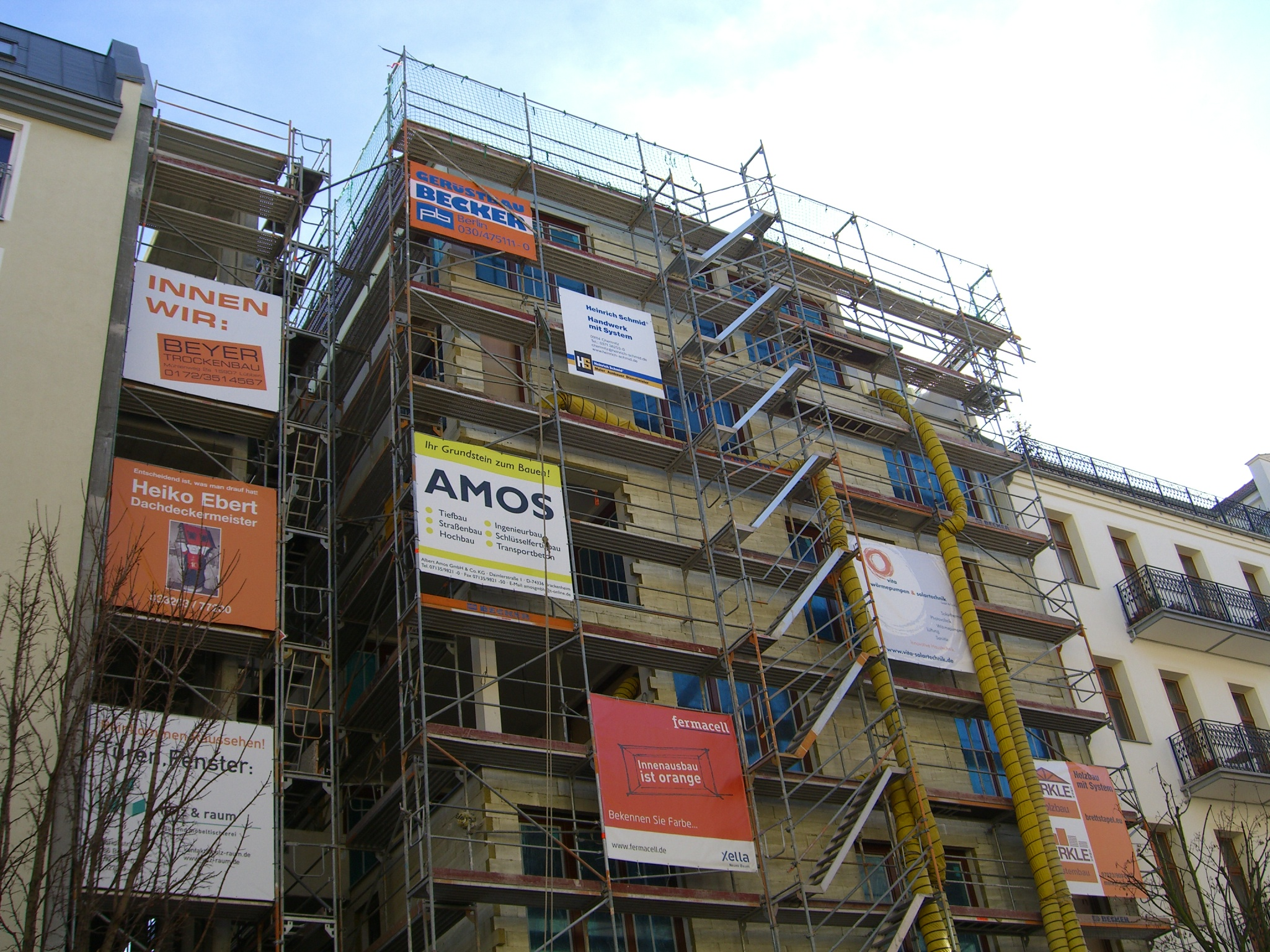
E3 während der Bauphase (Februar 2008)

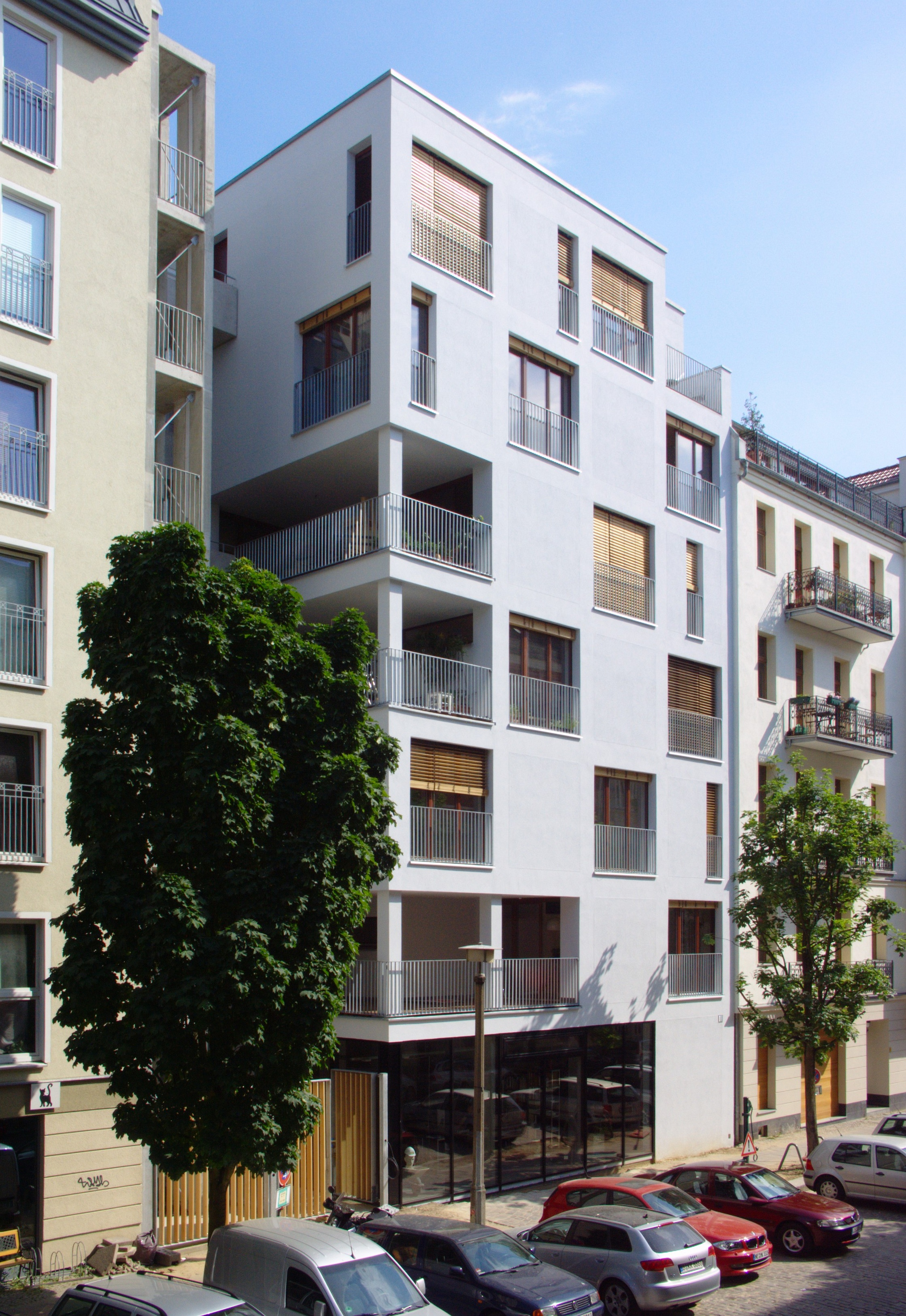
E3 nach der Fertigstellung

E3 (steht für Esmarchstraße 3) ist ein Gebäude im Berliner Ortsteil Prenzlauer Berg (Bezirk Pankow), das mit einer Höhe von 25 Metern und 7 Geschossen in die Gebäudeklasse 5 fällt. Zusammen mit dem achtgeschossigen Holzhaus H8 in Bad Aibling zählt es zu den beiden höchsten Holzhäusern Deutschlands und auch zu den größten Holzbauten der Welt.

## Konstruktion
Das Haus wurde in der Holzständerbauweise gebaut, die sich an das Vogelnest in Freiburg im Breisgau anlehnt.
Die Wände sind aus Massivholz-Wandscheiben, innen mit Gipsfaser-Platte und außen mit Mineralwolle verkleidet.
Die Decken sind aus Holzbetonverbund mit Auflagerung auf einem Flachunterzug.
Das Treppenhaus ist freistehend und über Brücken mit dem Haus verbunden.

## Brandschutz
Aufgrund der neuen Dimension mit sieben Stockwerken in Holz war ein besonderer baulicher Brandschutz zu erfüllen:
- sehr kurze Fluchtwege
- externes Treppenhaus mit Stegen in Stahlbeton
- hoher Feuerwiderstand der Konstruktion (R90) und entsprechende Dimensionierung der tragenden Bauteile und Verkleidung (Kapselung K60) der Wände
- Entzündungshemmender Anstrich der Wohnungsdecken
- Rauchmelder in jeder Wohnung

## Energie
Das Gebäude soll eine vergleichsweise gute Ökobilanz vorweisen können, der jährliche Energieverbrauch von E3 soll bei rund 40 kWh pro Quadratmeter Nutzfläche (KfW40-Energiestandard) liegen.

## Finanzierung und Projektierung
Der Bau des Hauses wurde von einer im April 2006 gegründeten Bauherrengemeinschaft, einer Zweckgemeinschaft von privaten Bauherren, durchgeführt. Der Kaufpreis sollte bei 1.850,00 €/m² liegen.
Der Bauantrag wurde im Dezember 2006 eingereicht, der Baubeginn war im Juni 2007 und der geplante Einzugstermin war im März 2008. Das Haus wurde am 7. März 2008 fertiggestellt.